# Josef Borák
Josef Borák (* 23. září 1957 Uherské Hradiště) byl český a československý politik, po sametové revoluci poslanec Sněmovny lidu Federálního shromáždění a v 90. letech poslanec Poslanecké sněmovny za KDU-ČSL.

## Biografie
Působil jako technik, po roce 1989 i politik. Ve volbách roku 1992 byl za KDU-ČSL zvolen do Sněmovny lidu. Ve Federálním shromáždění setrval do zániku Československa v prosinci 1992.
Ve volbách v roce 1996 byl zvolen do Poslanecké sněmovny Parlamentu České republiky za KDU-ČSL jako poslanec za Jihomoravský kraj. V letech 1996-1997 byl i předsedou poslaneckého klubu své strany. Na poslaneckém postu setrval do předčasných voleb roku 1998, v nichž neúspěšně kandidoval, ale nebyl zvolen.